# Luna piena (Orietta Berti)
Luna piena è un singolo della cantante italiana Orietta Berti, pubblicato il 10 dicembre 2021.

## Descrizione
Il brano è nato dall’incontro tra Hell Raton e Orietta Berti in Machete, con la complicità di X Factor ed è dedicato alle donne, all’importanza di amare sé stesse prima di chiunque altro, ma anche all’amore, sopra ogni cosa e in ogni sua forma. Orietta Berti commenta così la nascita del singolo:

## Video musicale
Il videoclip del brano, a metà strada tra un visual video e un lyric video, è stato pubblicato il 9 dicembre 2021 sul canale YouTube di X Factor.

## Tracce
Testi di Rosa Luini, Marco Rettani e Andrea Ferrara, musiche di Rosa Luini e Manuel Zappadu.
1. Luna piena – 2:19